# Frauengemeinschaft Charles de Foucauld

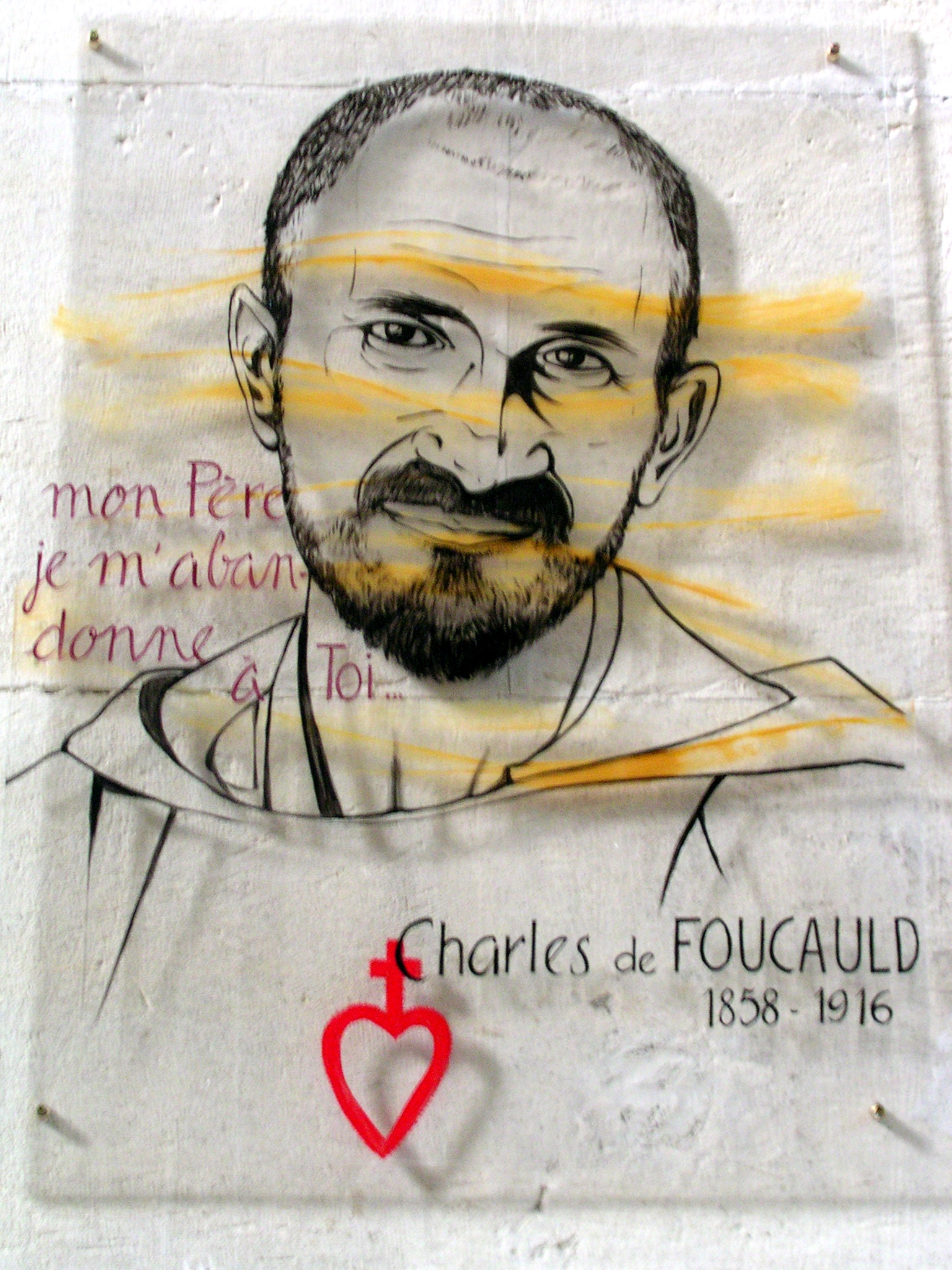
Charles de Foucauld mit dem Logo der Geistlichen Familie Charles de Foucauld

Die Frauengemeinschaft Charles de Foucauld (fr.: Fraternité Charles de Foucauld, Abkürzung: FCF) ist eine weibliche Vereinigung von Gläubigen in der römisch-katholischen Kirche. Sie ist in die Geistliche Familie Charles de Foucaulds eingebunden und wurde 1991 in Frankreich gegründet. Zur vom Heiligen Stuhl anerkannten Vereinigung zählen etwa 360 Mitglieder in 25 Ländern der Welt. 

## Geschichte
Eine internationale Frauengruppe aus 20 Nationen, die bereits im Säkularinstitut Fraternität Jesus Caritas (FJC) eingebunden war, entschloss sich in Bayonne (Frankreich) eine eigenständige Frauengemeinschaft zu gründen. 1991 erhielt die FCF durch den Bischof von Bayonne Pierre Molères (* 1932) die Anerkennung als eine Vereinigung von Gläubigen nach bischöflichem Recht. 1992 erfolgte die Eingliederung in die Gemeinschaft Charles de Foucaulds, die FCF wird in die Geistliche Familie Charles Foucaulds aufgenommen. Am 1. Dezember 1998 erteilte der Päpstliche Rat für die Laien der Frauengemeinschaft die Anerkennung als internationale katholische Gemeinschaft päpstlichen Rechts. 2004 wurden die neu erarbeiteten Statuten verbindlich anerkannt. 

## Selbstverständnis
Die Frauen leben gemäß ihrer Laienberufung nach dem Charisma Charles de Foucaulds, sie wollen mitten in der Welt kontemplativ leben und im Sinne der Brüderlichkeit miteinander umgehen. Mitten in der Welt bedeutet, dass sie die Ereignisse der Zeit und das Leben im Glauben sehen und zu deuten wissen. Das heißt auch, dass sie in Solidarität mit den Armen leben wollen und ihr Habe mit ihnen teilen. Grundlage dieser spirituellen Lebensweise ist die Heilige Schrift und das bewusste Erleben der Eucharistie. 
Die Mitglieder, die ein Versprechen abgelegt haben, leben ehelos, überwiegend allein und bleiben ihrem Beruf und ihrer Lebensumgebung verbunden. Mehrere Mitglieder, meistens zwischen 5 und 6, treffen sich regelmäßig zu Zeiten der Anbetung, zum Gespräch, zum Erfahrungsaustausch und zum geselligen Beisammensein. Ein wichtiges Element in den Gruppentreffen ist die Lebensbetrachtung in der Methode Révision de vie und die Teilnahme an Exerzitien.

## Organisation und Ausweitung

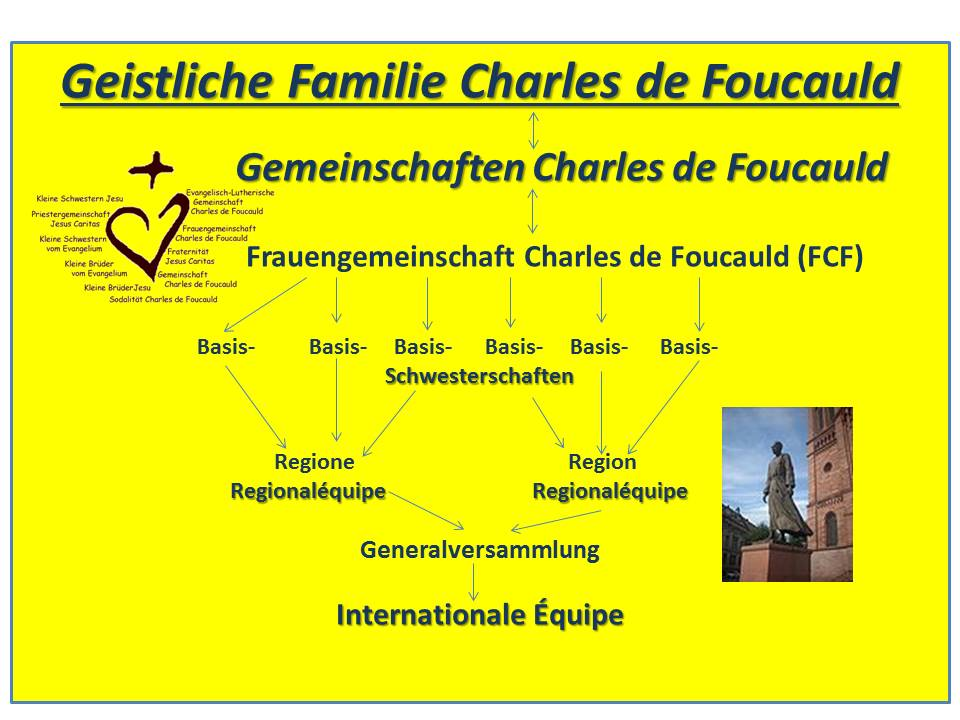
Organigramm der Frauengemeinschaft Charles de Foucauld

Die private Vereinigung von Gläubigen päpstlichen Rechts ist auch Mitglied der Gemeinschaft Charles de Foucauld, einer Vereinigung, in der 19 verschiedene Zweige der Geistlichen Familie Foucauld zusammengefasst sind. Die sogenannten Basisschwesternschaften (5 – 7 Mitglieder) bilden die Basisgemeinschaften eines Landes, mehrere Länder werden in Regionen zusammengefasst und von einer Regionalequipe geleitet. Von der Generalversammlung wird die Internationale Équipe gewählt, die internationale Generalversammlung ist das Entscheidungs- und Leitungsorgan. Die Mitglieder der FCF sind in 23 Ländern der Erde vertreten, hauptsächlich in Europa und Südamerika. In Deutschland gibt es etwa 30 Mitglieder. Ihren Hauptsitz hat die FCF in Montevideo (Uruguay).